# (26052) 3230 T-2
(26052) 3230 T-2 est un objet de la ceinture principale d'astéroïdes extérieure découvert en 1973.

## Description
(26052) 3230 T-2 a été découvert le 30 septembre 1973 à l'observatoire Palomar, situé au nord de San Diego en Californie, par Cornelis Johannes van Houten, Ingrid van Houten-Groeneveld et Tom Gehrels.

### Caractéristiques orbitales
L'orbite de cet astéroïde est caractérisée par un demi-grand axe de 3,32 ua, un périhélie de 3,18 ua, une excentricité de 0,04 et une inclinaison de 3,56° par rapport à l'écliptique. Du fait de ces caractéristiques, à savoir un demi-grand axe entre 3,2 et 4,6 ua, il est classé, selon la JPL Small-Body Database, comme objet de la ceinture principale d'astéroïdes extérieure.

### Caractéristiques physiques
(26052) 1973 T-2 a une magnitude absolue (H) de 14,2 et un albédo estimé à 0,359.